# Pudim.com.br
Pudim.com.br é um site de humor que exibe apenas a foto de um pudim em baixa qualidade, o que foi suficiente para torná-lo um dos mais icônicos do humor brasileiro. O conteúdo do site é composto apenas pela foto de um pudim e um e-mail.
Ele é um dos sites mais bem ranqueados pelo Google entre os sites ".com.br", tendo 18.000 links externos apontando para ele de 703 domínios diferentes.

## História
De acordo com o site Whois, banco de dados de domínios de internet, o pudim.com.br pertence a "Alice Fanny Riff - Filmagens", uma microempresa. O site, no entanto, foi criado por Oswaldo José Simião, em 24 de fevereiro de 2000 contendo apenas a foto do pudim e o texto "www.pudim.com.br" abaixo. Permaneceu assim até novembro de 2005, onde a foto do pudim foi substituída pelo texto "PudimPudimPudim" repetidas vezes com algumas variações de cores e seguido pelo endereço de e-mail do site.
Em janeiro de 2006, o site voltou a mostrar a imagem do pudim, bem como o endereço do site seguido do e-mail. Em 2012 o site se “modernizou” e teve o layout trocado, porém hoje em dia o site voltou a ter a mesma aparência simples de antes.

### Alvo de ataquehacker
No dia 9 de abril de 2015, o site virou notícia por ter sido vítima de um ataque hacker promovido por supostos militantes do Estado Islâmico. Após a invasão, a fotografia do pudim foi alterada pela de um soldado armado, com texto (“Islamic State Hackers”) - e mais um nasheed sendo reproduzido em plano de fundo - indicando que os responsáveis pela ação seriam dois marroquinos. O ataque ao site parece ser parte de um “mass defacement” – ou seja, invasões massivas que alteram a interface de diversas páginas, no caso substituindo todas elas pela imagem do soldado. O grupo "Moroccanwolf and ABdellah elmaghribi" já havia atacado outros sites pela web mundial neste mesmo mês.
| “ | "A invasão não foi por uma vulnerabilidade. Foi no login normal por usuário e senha no FTP do cliente. A gente fez a análise do site e viu os logs de acessos. Foi como se o usuário estivesse se conectando e fazendo as alterações. A gente não tem acesso a senhas de clientes, mas o que a gente intui com isso é que o usuário tinha a senha fraca." | ” |

Por conta desse ataque, esta foi a segunda vez em então 15 anos de existência que houve uma mudança na imagem do site. Esse ataque repercutiu instantaneamente na internet, com milhares de pessoas comentando sobre a aparição inesperada de um soldado do Estado Islâmico no lugar do pudim, tornando-se num dos assuntos mais comentados nas redes sociais no dia posterior ao ataque.
| “ | “Repudiamos qualquer tipo de preconceito religioso ou político. Lamentamos a ocorrência e agradecemos a toda a comunidade da Internet pelas manifestações e apoio que temos recebido” | ” |

Na tarde do dia posterior ao ataque o site voltou ao normal.

### Prêmios
- 2009 - Concurso "Internet World Worst (the best of the worst)": Categoria: Best Worst Sites - People's Choice (Juri Popular)[15]
- 2011 - Concurso "Internet World Worst (o melhor do pior)": Premio iPest 2011 - Categoria: What a F...?[16][17][18]